# Педерсен, Кристиерн
Кристиерн Педерсен (дат. Christiern Pedersen; ок. 1480, Хиллерёд — 16 января 1554, Хельсинге, Helsinge) — датский богослов, духовный писатель

 и переводчик, издатель-первопечатник.

## Биография и творчество
Среднее образование получил в Роскилле, с 1496 года изучал богословие в университете Грайфсвальда. Получил степень бакалавра в 1498 году и с 1505 года был каноником в кафедральном соборе Лунда.
С 1508 по 1515 год жил в Париже, где завершил своё образование (в 1515 году получил степень магистра искусств) и выполнил перевод латинского словаря на датский язык (то есть составил латинско-датский словарь). Пословицы Педера Лалле были также переписаны им на латинском и датском языках в 1515 году. В дополнение к этому им было в том же году собрано и издано некоторое количество проповедей под названием «Jærtegnspostillen». Его главным достижением, однако, считается выпуск editio princeps (первого печатного издания) датской хроники Саксона Грамматика («Деяния данов» (лат. Gesta Danorum), Париж, 1514), основанного на утраченной к настоящему времени рукописи.
В 1516 году Педерсен вернулся в Лунд и работал при архиепископе Биргере Гуннерсене. В 1522 году стал канцлером при новом архиепископе Иоганне Вессе. Тем не менее во время правления следующего архиепископа, Оге Спарре, Педерсен был обвинен в государственной измене, в результате чего был вынужден бежать в германские земли. Поскольку он оставался верен королю Кристиану II, то в 1526 году — после встречи с ним в Берлине — последовал за ним в качестве секретаря в изгнание в Нидерланды и провёл следующие пять лет в голландском (в те времена) городе Лире. Здесь в 1529 году он присоединился к лютеранской Реформации и, перейдя в лютеранство и отрёкшись от католичества и сана каноника, подверг критике свои прежние католические издания. После этого Маргарита Австрийская, бывшая регентшей Нидерландов, потребовала от Кристиана II изгнать Педерсена, но король проигнорировал её требование.
В 1532 году Педерсен получил разрешение вернуться в Данию и поселился сначала в Мальмё, где открыл типографию, а затем, с 1541 года, — в Копенгагене, продав в 1539 году часть своей типографии. Из-за сохранения верности Кристиану II он не имел друзей среди знати, а впоследствии его положение ещё более ухудшилось, когда он принял участие в так называемой Графской распре на стороне проигравших. Его супруга, на которой он женился в 1534 году, скончалась во время родов.
Переводчик Библии
Занимался переводом Библии на датский язык: в 1529 году выполнил перевод Нового Завета, причём его перевод вскоре вытеснил прежний, считающийся менее удачным. В 1531 году перевёл псалмы Давида; их перевод его авторства, согласно ЭСБЕ, отличался «высокими поэтическими достоинствами». Исследователями не установлено до конца, в какой степени этот перевод стал основой для последующего так называемой Библии Кристиана III, однако известно, что он принимал активное участие в полном переводе Библии. Первый датский перевод Библии (издан в 1550 году, хотя работа над ним была завершена ещё в 1543 году) Кристиерна Педерсена хранится в церкви Хельсинге; изначально он был напечатан Людвигом Дицем (нем. Ludwig Dietz) тиражом в 3000 экземпляров.
Кроме того, издал несколько лечебников и книжек для народного чтения, после 1532 года — датскую версию французского романа об Ожье Датчанине («Kronike om Holger Danske») и ещё ряд легенд из цикла о Карле Великом, первоисточником для части из которых, вероятно, стала норвежская «Karlamagnus saga».
Педерсен скончался в городе Хельсинге в 1554 году в доме своих родственников после 10 лет проживания в нём; в течение этих лет жизни тяжело болел, но продолжал активно работать до самой смерти. Уже посмертно, в 1556 году появилось его сочинение «Описание жизни Эзопа и его басни».

## Оценка деятельности
По мнению датских учёных, значение Кристиерна Педерсена для датской культуры заключается не столько в его собственных работах, сколько во влиянии его языка и издательской деятельности на развитие датского литературного языка. Использовавшийся им вариант орфографии (Педерсен писал на зеландском наречии) стал базовым для последующих писателей и печатников.
В 1850—1856 годах его произведения, написанные на датском языке, были переизданы в пяти томах Карлом Иоахимом Брандтом.

## Память
В честь Кристиерна Педерсена в 1956 году была открыта мемориальная стена в комплексе Gadekærsanlægget в Хельсинге.